# Grasberg
Grasberg (niederdeutsch Grasbarg) ist eine Gemeinde im niedersächsischen Landkreis Osterholz.

## Geografie

### Lage
Grasberg liegt etwa 20 Kilometer nordöstlich von Bremen im angrenzenden Moor.

### Gemeindegliederung
Die Gemeinde besteht aus den folgenden Ortsteilen (in Klammern das Jahr der Gründung):
- Wörpedorf (1751)
- Eickedorf (1753)
- Rautendorf (1762)
- Schmalenbeck (1762)
- Dannenberg (1780)
- Tüschendorf (1782)
- Meinershausen (1785)
- Grasdorf (1784)
- Huxfeld (1789)
- Seehausen (1790)
- Mittelsmoor (1792)
- Otterstein (1794)
- Adolphsdorf (1800)
- Weinkaufsmoor (1826)
- Grasberg (Kernort) (1831)

## Geschichte
Bis etwa 1750 war das Gebiet der heutigen Gemeinde Grasberg ein unwegsames und völlig unbewohntes Moor. Nur die an beiden Flussufern der Wörpe gelegenen Grünflächen wurden von den Tarmstedter und Wilstedter Bauern landwirtschaftlich genutzt.
Dann wurde Jürgen Christian Findorff vom hannoverschen Kurfürsten mit der Trockenlegung und Besiedlung beauftragt. Er gründete zahlreiche Dörfer, zunächst Wörpedorf (1751) und Eickedorf (1753).
Der Grasberg war ursprünglich ein weithin sichtbarer und wegen seines frischen Grüns auffälliger Sandhügel (5 m ü. NHN), der offenbar trocken genug war, dass dort Gras wachsen konnte. Wahrscheinlich wurde dieses Gelände schon vor der Besiedlung „Grasberg“ genannt.
Darauf wurde ab 1785 auf Veranlassung von Findorff eine Kirche gebaut. Am Sonntag, dem 1. November 1789 wurde von Landessuperintendent Johann Hinrich Pratje die Kirchweihe gehalten. Zu diesem Anlass kamen 4.000 Gläubige, die das Gotteshaus bei weitem nicht zu fassen vermochte.
Offiziell besteht die Ortschaft Grasberg erst seit dem 1. Januar 1831, obwohl an dieser Stelle bereits ab 1776 eine kleine Siedlung entstanden war, die jedoch zunächst als Eickedorfer Vorweide betrachtet wurde.

### Einwohnerzahlen und Eingemeindungen
1910 waren alle fünfzehn heutigen Ortsteile von Grasberg noch selbstständige Dörfer, Grasberg war davon der zweitkleinste. In den 1920er Jahren wurden vier davon aufgrund ihrer geringen Einwohnerzahl in größere Nachbargemeinden eingegliedert. Die Einwohnerzahlen für 1910 und 1939 sind in der Tabelle rechts aufgelistet.
Wörpedorf, Grasberg und Eickedorf wuchsen mit zunehmender Besiedlung zusammen. Bereits vor 1974 kam es zum Zusammenschluss unter dem Namen Grasberg.
Am 1. März 1974 wurden die Gemeinden Adolphsdorf, Dannenberg, Huxfeld, Otterstein, Rautendorf, Schmalenbeck, Seehausen und Tüschendorf sowie Gebietsteile der aufgelösten Gemeinde Heidberg eingegliedert. Am 1. Juli 1976 kam ein Gebietsteil der Gemeinde Wilstedt mit damals etwas weniger als 50 Einwohnern (Wilstedter Moor) hinzu. Gebietsteile der Nachbargemeinde Tarmstedt (Tarmstedter Moor) folgten 1983.

## Politik

### Gemeinderat
Der Gemeinderat der Gemeinde Grasberg besteht aus 20 Ratsfrauen und Ratsherren. Dies ist die festgelegte Anzahl für eine Gemeinde mit einer Einwohnerzahl von 7001 bis 8000 Einwohnern. Die 20 Ratsmitglieder werden durch eine Kommunalwahl für jeweils fünf Jahre gewählt. Die aktuelle Amtszeit begann am 1. November 2021 und endet am 31. Oktober 2026.
Stimmberechtigt im Rat der Gemeinde ist außerdem der amtierende hauptamtliche Bürgermeister.
Die vergangenen Gemeinderatswahlen ergaben folgende Sitzverteilungen:
| Partei   | 2021     | 2016     |
| CDU      | 12       | 13       |
| GRÜNE    | 4        | 3        |
| SPD      | 3        | 4        |
| dieBasis | 1        | -        |
| Gesamt   | 20 Sitze | 20 Sitze |

### Bürgermeister
Hauptamtliche Bürgermeisterin der Gemeinde Grasberg ist seit 2006 Marion Schorfmann (CDU).

### Wappen
Blasonierung: „In Silber auf grünem gebogenen Schildfuß, belegt mit einer silbernen Wellenleiste, eine rote Kirche mit vorangestelltem Turm mit roten Fenstern, offenem Tor und geschindeltem Spitzdach, mit goldenem Kreuz besteckt, beidseitig begleitet von je einem auswärts geneigten grünen Eichenblatt.“
Das Wappen bezieht sich in allen Symbolen auf die 1968 zusammengeschlossene Gemeinde Grasberg. Der grüne Berg (Schildfuß) und die rote Kirche (Grasberger Kirche) symbolisieren Grasberg, die Wellenleiste, steht für die Wörpe von Wörpedorf und die Eichenblätter für Eickedorf.

### Gemeindepartnerschaften
- Szamocin, Gemeinde in Polen
- Suså (Suså Kommune), Gemeinde in Dänemark, Partnerschaft beendet, da Suså im Rahmen einer Kommunalreform aufgelöst wurde.

## Kultur und Sehenswürdigkeiten

### Museum Findorff-Hof
Der Findorff-Hof ist eine bäuerliche Hofanlage, wie sie in den Moordörfern der Region im 19. Jahrhundert typisch war. Das Haupthaus als Mittelpunkt der Hofanlage ist als Museum eingerichtet und dient dem Findorff-Heimatverein Grasberg e. V. als Wirkungsstätte.

### Grasberger Kirche

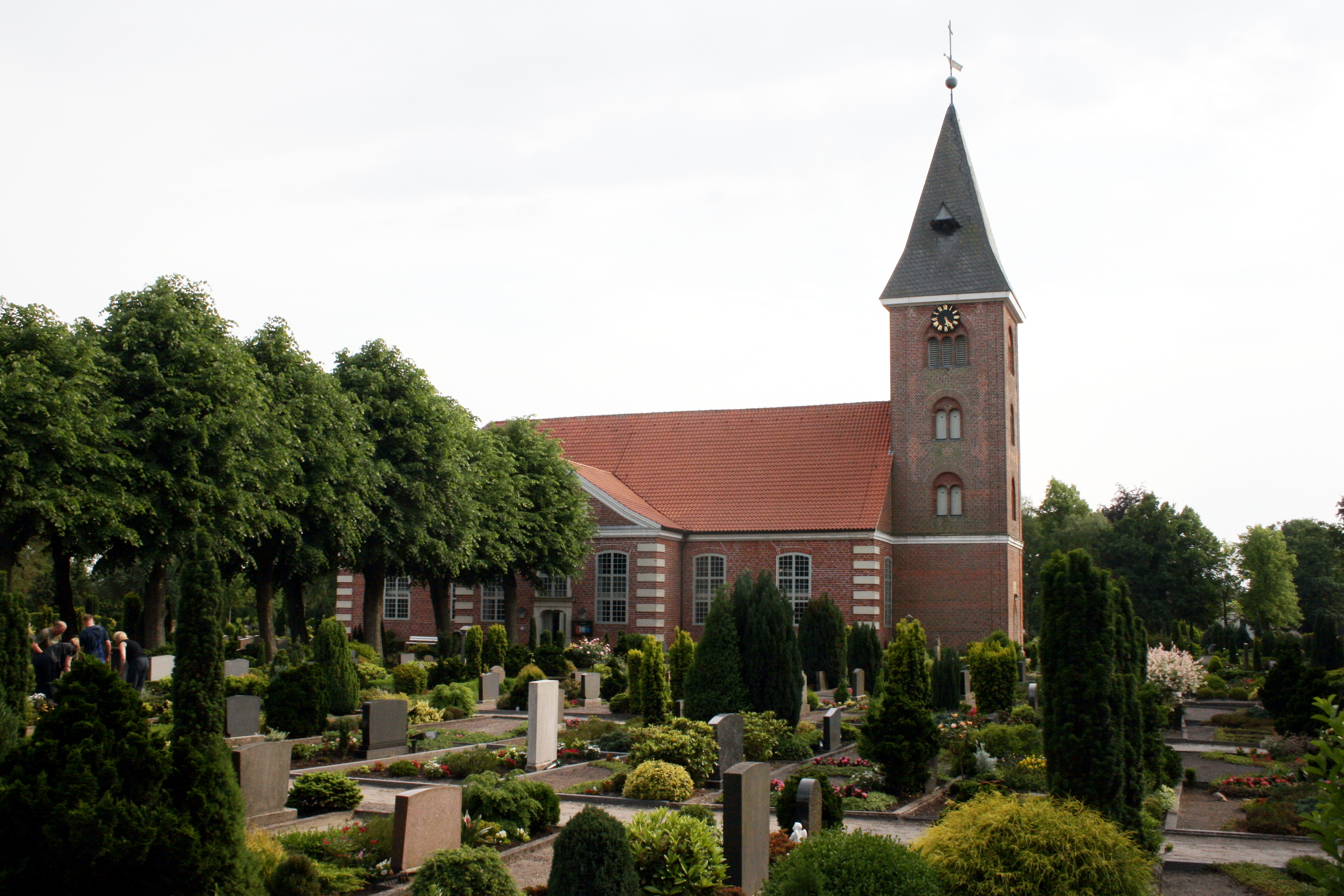
Die Kirche von Grasberg

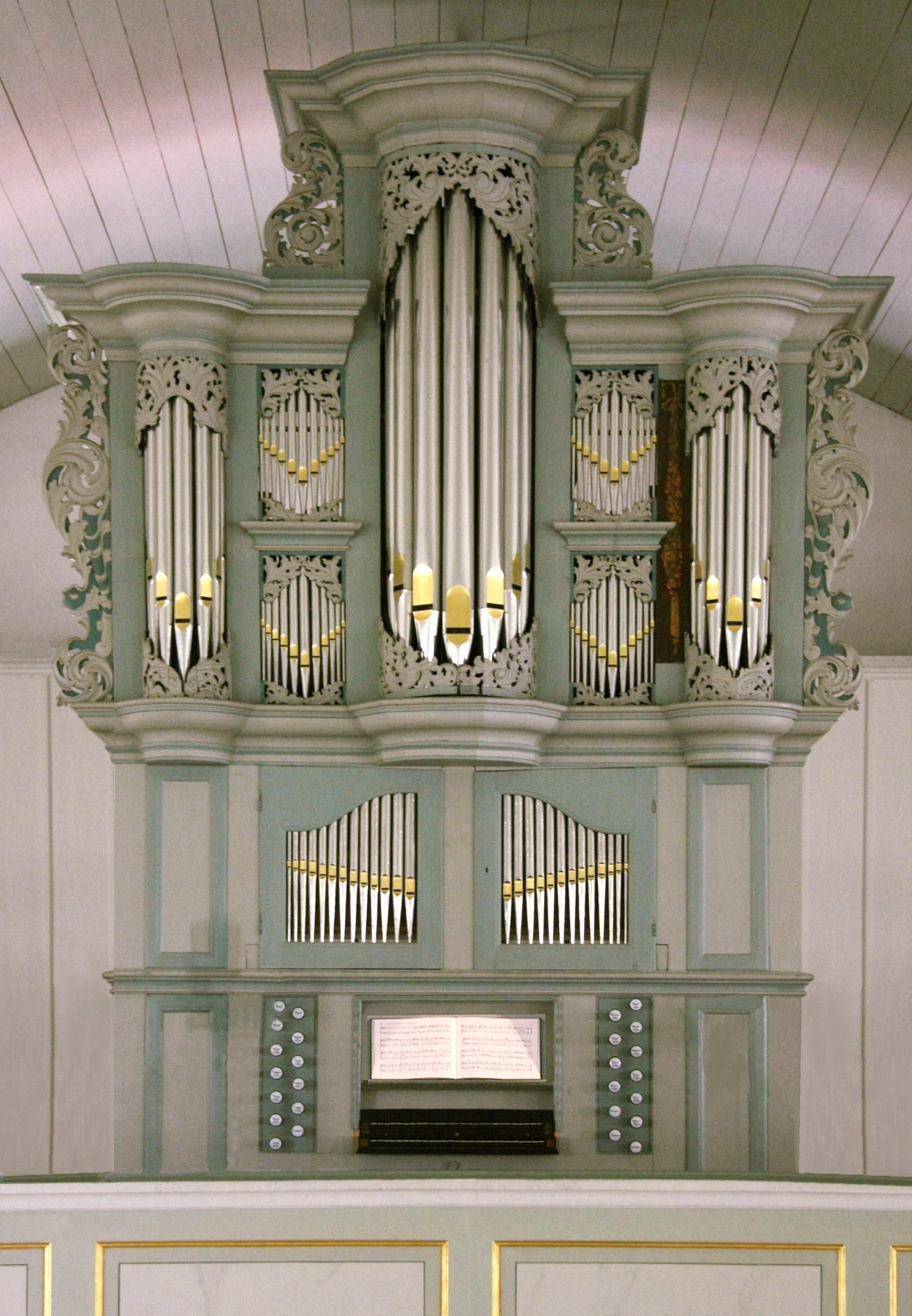
Schnitger-Orgel der Grasberger Kirche

Die evangelisch-lutherische Grasberger Kirche wurde 1781–1789 von Jürgen Christian Findorff erbaut. Sie birgt als Besonderheit eine ursprünglich 1694 für ein Hamburger Waisenhaus gebaute Orgel von Arp Schnitger. Sie ist in ihrer Form die einzige erhaltene kleine Stadtorgel dieses bekannten Orgelbauers.

### Dorfparade im Juli
In der dritten Juliwoche findet anlässlich des Schützenfestes im Ortsteil Huxfeld jährlich die Dorfparade als Loveparade-ähnliche Veranstaltung statt. Veranstalter sind die Dorfjugend Schmalenbeck und der Schützenverein Huxfeld. Die Veranstaltung begann 1998 mit einem Wagen und 30 Besuchern. 2014 waren es 20 Wagen und rund 2500 Besucher.

## Wirtschaft und Infrastruktur

### Wirtschaft
Grasberg ist Teil der europäischen Metropolregion Nordwest. Von den 1106 Beschäftigten kommen aus den Bereichen Handel, Gastgewerbe und Verkehr 34 %, Produzierendes Gewerbe 32 %, Dienstleistungen 27 %, sowie Land- und Forstwirtschaft 6 %. Grasberg verzeichnet 662 Einpendler und 2300 Auspendler; vornehmlich aus und nach Bremen. (Alle Zahlen aus 2010)
Der Ort verfügt über die Gewerbegebiete Huxfeld-Nord und Wörpedorfer Ring
Zu regional wie überregional bekannten Unternehmen aus Grasberg gehören:
- der Lebensmittelhersteller Zeisner Feinkost GmbH & Co. KG (Würzsaucen, insbesondere Tomatenketchup)
- Photovoltaikgroßhandel und Photovoltaikmontagesystemhersteller SEN Solare Energie Nord Vertriebsgesellschaft mbH
- Michaelis Maschinenbau GmbH
- Cordes Rindenmulch

Die ehemalige Wörpedörfer Mühle war ein am Ortseingang gelegener Mühlen-, Futtermittel- und Landhandelsbetrieb, dessen mehrmals erweiterte Betriebsanlage aus Silos und Mühlengebäuden seit den 1930er Jahren bis zum Abriss von 2011 das Ortsbild prägte und ein Wahrzeichen von Grasberg bildete. Das von mehreren Generationen der Familie Gieschen geführte Unternehmen entstand 1904 aus einem alten Mühlengebäude und erhielt 1925 einen eigenen Gleisanschluss der Kleinbahn Bremen–Tarmstedt. 1936 wurde der erste Getreidesilo mit dem damals „enorm großen Fassungsvermögen“ von 400 Tonnen errichtet. 1962 kam eine große Getreidetrocknungsanlage hinzu, während die Feinmehlproduktion aufgegeben wurde. 1973 trat das Unternehmen dem Hansa-Landhandel-Lahde-Verbund bei. 1999 zerstörte ein Großbrand weite Teile des Mühlenkomplexes in Grasberg. Nach Verlagerung der Unternehmensaktivitäten auf Filialen in Mulmshorn und Wilstedt und dem Bau eines neuen Werks im Bremer Getreidehafen wurde die Wörpedörfer Mühlenanlage aufgegeben und 2011 abgerissen.

### Öffentlicher Verkehr
Eine Regionalbus-Linie des VBN verbindet Grasberg mit Bremen und Zeven. Die Linie fährt stündlich zur Linie 4 der Bremer Straßenbahn in Falkenberg.
Ein Bürgerbus erschließt seit dem 15. November 2010 die westlichen Ortschaften und Teile von Worpswede. 
Die Kleinbahn Bremen–Tarmstedt („Jan-Reiners-Bahn“) war von 1900 bis 1956 in Betrieb und hatte auf dem heutigen Gemeindegebiet die drei Bahnhöfe Wörpedorf-Grasberg, Eickedorf und Tüschendorf.